# Musca terraereginae
Musca terraereginae este o specie de muște din genul Musca, familia Muscidae, descrisă de Johnston și Edward Nathaniel Bancroft în anul 1920. Conform Catalogue of Life specia Musca terraereginae nu are subspecii cunoscute.